# Abass Cheikh Dieng
Abass Cheikh Dieng (sinh ngày 1 tháng 1 năm 1985) là một cựu cầu thủ bóng đá người Sénégal đã từng thi đấu ở vị trí tiền vệ tấn công.

## Sự nghiệp thi đấu
Dieng bắt đầu sự nghiệp chơi bóng tại câu lạc bộ Ja-Ndar-Toute và gia nhập ASC Linguère vào mùa hè năm 2004. Sau khi thi đấu chỉ 1 năm cho ASC Linguère, anh đã ký hợp đồng với Saint-Louis Football Center và sau đó gia nhập câu lạc bộ Budapest Honvéd FC vào tháng 7 năm 2006.
Tháng 12 năm 2011, anh tới Việt Nam và ký hợp đồng với câu lạc bộ Sông Lam Nghệ An. Anh cùng đội bóng giành chức vô địch Siêu cúp bóng đá Việt Nam 2011.
Từ năm 2014 tới năm 2015, anh chuyển sang thi đấu cho Becamex Bình Dương và giúp đội bóng giành 2 chức vô địch quốc gia liên tiếp.

## Danh hiệu

### Câu lạc bộ
Budapest Honvéd
- Cúp bóng đá Hungary:
  - Vô địch: 2006–07, 2008–09

Sông Lam Nghệ An
- Siêu cúp bóng đá Việt Nam:
  - Vô địch: 2011

Becamex Bình Dương
- Giải bóng đá Vô địch Quốc gia Việt Nam:
  - Vô địch: 2014, 2015